# Egypt na Letních olympijských hrách 2008
Egypt se účastnil Letní olympiády 2008 ve 19 sportech. Zastupovalo jej 100 sportovců (74 mužů a 26 žen).

## Medailové pozice
| Medaile | Jméno        | Sport | Disciplína    |
| ------- | ------------ | ----- | ------------- |
| Bronz   | Hišám Misbah | Judo  | muži do 90 kg |

## Lukostřelba
Maged Youssef, Soha Abed Elaal

## Badminton
Hadia Hosny

## Box
Hosam Bakr Abdin, Mohamed Hikal, Ramadan Yasser

## Jezdectví
Karim El Zoghby

## Šerm
Zeyad El Ashery, Mostafa Nagaty, Aya El Sayed, nominováni budou ještě další sportovci

## Gymnastika
Mohamed Serour, Sherine El-Zeiny

## Házená
nominace zatím neznámá

## Judo
Amin El Hady, Hišám Misbah, Islam El Shehaby, Samah Ramadan

## Moderní Pětiboj
Amro El Geziry, Omnia Fakhry, Aya Medany

## Veslování
Aly Ibrahim, Abou Deig Abd El Razek Ibrahim, Hossam El Din Azouz, Ahmed Gad, Amin Ramadan, Imen Mustapha

## Střelba
Mohamed Abdellah, Hazem Mohamed, Mohamed Amer, Mahmod Abdelaly, Samy Razaek, Franco Donato, Adham Medhat, Vitaly Fokeev, Shimaa Abdel-Latif, Mona El-Hawary

## Synchronizované plavání
Zatím neznámá nominace

## Stolní Tenis
El-Sayed Lashin, Adel Messaad, Ahmed Ali Saleh, Shaimaa Abdul-Aziz, Noha Yousry

## Taekwondo
Noha Safwat Hafez

## Volejbal
Zatím neznámá nominace

## Vzpírání
Mohamed Abd Elbaki, Tarik Abdelazim, Mahmoud Elhaddad, Abdelrahman El Sayed, Abir Khalil

## Zápas
Hassan Madany, Saleh Emara, Haiat Farag, Ashraf Mohamed Meligy, Karam Gaber, Mostafa Hassan, Yasser Abdelrahman